# Les nanas jouent et gagnent
Pour plus de détails, voir Fiche technique et Distribution.
Les nanas jouent et gagnent (How to Beat the High Cost of Living) est un film américain réalisé par Robert Scheerer, sorti en 1980.

## Synopsis
Jane, Elaine et Louise vivent dans la banlieue d'Eugene (Oregon). Amies depuis le lycée, elles ont des difficultés financières en raison d'une économie nationale instable et d'une inflation élevée. Jane est divorcée et tente de gérer sa relation avec Robert, l'homme avec qui elle sort. Son père vient de se séparer et emménage chez elle après que sa femme l'ait quitté pour une autre femme. Ses jeunes enfants, qui ont besoin de soins dentaires. Jane apprend qu'elle est enceinte, ce qui rend Robert malheureux, car lui et Jane sont tous deux presque ruinés. Le mari d'Elaine, architecte, l'a quittée pour une femme plus jeune. Il lui a également laissé des factures impayées, sans argent et sans cartes de crédit. Louise est propriétaire d'un magasin d'antiquités qui ne marche pas bien et dépend des fonds de son mari Albert, vétérinaire, pour maintenir son magasin ouvert. Elles décident de monter un casse.

## Fiche technique
- Titre : Les nanas jouent et gagnent
- Titre original : How to Beat the High Cost of Living
- Réalisation : Robert Scheerer
- Scénario : Robert Kaufman et Leonora Thuna
- Musique : Patrick Williams
- Photographie : James Crabe
- Montage : Bill Butler
- Production : Robert Kaufman et Jerome M. Zeitman
- Société de production : Cinema 77 et American International Pictures
- Société de distribution : Filmways Pictures (États-Unis)
- Pays :  États-Unis
- Genre : Comédie et film de casse
- Durée : 105 minutes
- Dates de sortie : 
  -  États-Unis : 11 juillet 1980

## Distribution
- Susan Saint James : Jane
- Jane Curtin : Elaine
- Jessica Lange : Louise
- Richard Benjamin : Albert
- Eddie Albert : Max
- Cathryn Damon : Natalie
- Dabney Coleman : Jack Heintzel
- Fred Willard : Robert
- Ronnie Schell : Bill Pike
- Michael Bell : Tom
- Sybil Danning : Charlotte
- Al Checco : Tim Lundy
- Susan Tolsky : Patty

## Accueil
Le film a reçu un accueil défavorable de la critique. Il obtient un score moyen de 30 % sur Metacritic.